# Primăria din Luxemburg

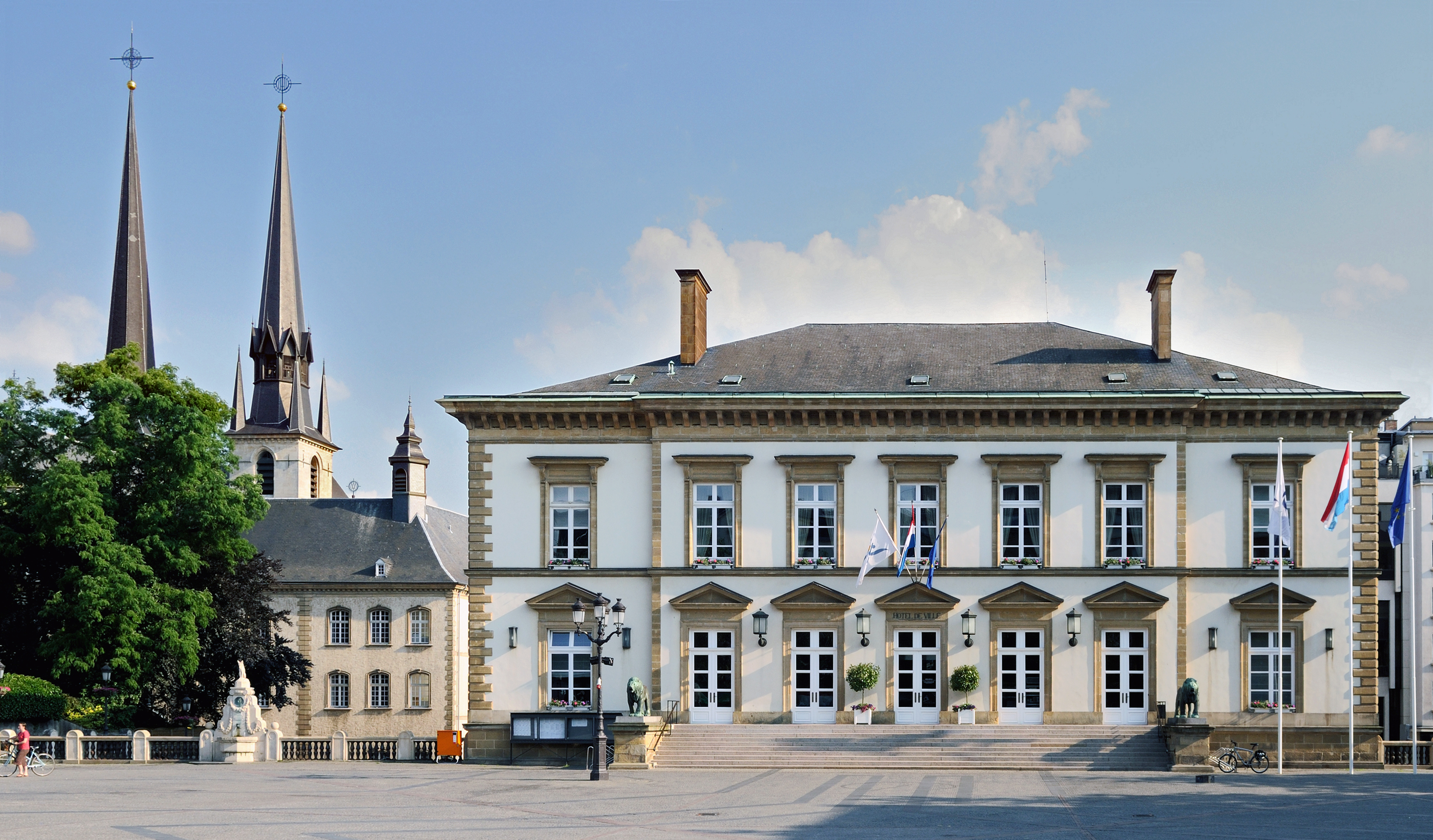
D'Stadhaus (2008).

Primăria din Luxemburg este primăria orașului Luxemburg, aflată în sudul Luxemburgului. Primăria este centrul administrației locale, fiind folosită inclusiv ca birou privat al primarului orașului Luxemburg. Datorită poziției sale în capitala Luxemburgului, acesta este, în mod regulat, gazda demnitarilor străini. Este situată în partea de sud-vest a Place Guillaume II (poreclit Knuedler), principala piață din centrul orașului.
Clădirea cu două etaje este construită în stil neoclasic.

## Istorie
Până în 1795, Place Guillaume II a fost locul unde se afla o mănăstire a fraților franciscani. La vremea respectivă, primăria luxemburgheză se afla în actualul Palat Grand Ducal, situat chiar la est de Place Guillaume II, pe Krautmaart. Invazia franceză în timpul războaielor revoluției franceze a dus la confiscarea mănăstirii și începutul utilizării Palatului Grand Ducal în scopuri ale guvernului central. Drept urmare, timp de trei decenii, sediul local a fost mutat prin oraș, fără o găzduire adecvată.
Încă de când Napoleon a dat predat clădirea mănăstirii către municipalitate, au început să facă planuri pentru a construi o clădire specială pentru primărie. Aceste planuri au ajuns în sfârșit la bun sfârșit în 1828, când un proiect realizat de Justin Rémont, din Liège, a primit aprobarea necesară. În anul următor, vechea mănăstire, care a fost lăsată în paragină, a fost demontată, o mare parte din material urmând să fie folosit la noua primărie, a cărei construcție a început în 1830. Construcția a continuat în timpul Revoluției belgiene, orașul Luxemburg (protejat de garnizoana germană) rămânând singura parte a Marelui Ducat în afara controlului forțelor rebele.
Clădirea a fost finalizată în 1838 și a fost folosită pentru prima dată pentru un consiliu, prezidat de primarul François Scheffer, la 22 octombrie 1838. Datorită Revoluției belgiene în curs de desfășurare, primăria nu a putut fi inaugurată de Regele-Mare Duce. În consecință, inaugurarea oficială a avut loc abia la 15 iulie 1844, când Willem al II-lea și-a dezvăluit statuia ecvestră în Place Guillaume II (care este numită în onoarea sa). În 1848, Primăria a găzduit Adunarea Constituantă (începând cu 29 aprilie), care a scris noua constituție națională.
Clădirea a funcționat fără schimbări majore până în 1938, cu adăugarea a două sculpturi a unor lei, care flanchează intrarea, proiectate de luxemburghezul Auguste Trémont. În timpul ocupației germane din cel de-al Doilea Război Mondial, ocupanții germani au transformat subsolul din săli de piață în birouri, mărind mult spațiul de birouri din clădire. După război, clădirea a găzduit prima întâlnire a Înaltei Comisii a Comunității Europene a Cărbunelui și Oțelului, prezidată de Jean Monnet la 8 august 1952.